# Halowe Mistrzostwa Europy w Lekkoatletyce 1982 – pchnięcie kulą mężczyzn
Pchnięcie kulą mężczyzn – jedna z konkurencji technicznych rozgrywanych podczas halowych lekkoatletycznych mistrzostw Europy w Palasport di San Siro w Mediolanie. Rozegrano od razu finał 7 marca 1982. Zwyciężył reprezentant Jugosławii Vladimir Milić. Tytułu zdobytego na poprzednich mistrzostwach nie bronił Reijo Ståhlberg z Finlandii.

## Rezultaty

### Finał
Rozegrano od razu finał, w którym wzięło udział 14 miotaczy.

Opracowano na podstawie materiału źródłowego.
| Miejsce | Zawodnik          | Wynik |
| ------- | ----------------- | ----- |
| 1       | Vladimir Milić    | 20,45 |
| 2       | Remigius Machura  | 20,07 |
| 3       | Jovan Lazarević   | 19,65 |
| 4       | Wołodymyr Kyselow | 19,55 |
| 5       | Alessandro Andrei | 19,49 |
| 6       | Marco Montelatici | 18,99 |
| 7       | Udo Gelhausen     | 18,92 |
| 8       | Yves Brouzet      | 18,54 |
| 9       | Luigi Sintoni     | 18,47 |
| 10      | Luc Viudès        | 18,43 |
| 11      | Edward Sarul      | 18,36 |
| 12      | Erwin Weitzl      | 18,32 |
| 13      | István Kácsor     | 17,91 |
| 14      | Simon Rodhouse    | 17,87 |